# Malaba
Malaba – miasto w Ugandzie, stolica dystryktu Tororo.